# عرفان أحمد
عرفان أحمد (28 أكتوبر 1994 - ) هو لاعب كريكت بنغلاديشي.

## وصلات خارجية
- عرفان أحمد على موقع إي آس بي آن كريك إنفو (الإنجليزية)